# Башкирський державний аграрний університет
Башки́рський державний аграрний університет (БДАУ) — один із провідних аграрних університетів Росії, розташований в столиці Башкортостану — Уфі.

## Історія
Університет був утворений як Башкирський сільськогосподарський інститут згідно з постановою ЦВК та Ради народних комісарів СРСР № 237 від 23 липня 1930 року. Вузи розташувався в будівлі закритої радянською владою Уфимської духовної семінарії. Заняття розпочались 1 жовтня того ж року. 1993 року інститут отримав статус університеті.

## Структура
Факультети:
- Факультет агротехнологій та лісового господарства
- Факультет біотехнологій та ветеринарної медицини
- Механічний факультет
- Факультет природооблаштування та будівництва
- Енергетичний факультет
- Факультет харчових технологій
- Економічний факультет
- Факультет інформаційних технологій та управління

## Ректори
- 1930–1933 — Асадуллін А. Г.
- 1933–1937 — Гумеров М. Н.
- 1937–1939 — Єгоров Л. І.
- 1939–1941 — Гайнуллін Т. Р.
- 1941–1943 — Пшеничний П. Д.
- 1943–1950 — Рудько К. Ф.
- 1950–1951 — Смородін Г. С.
- 1951–1954 — Єрмолаєв А. К.
- 1954–1964 — Соколов А. П.
- 1964–1973 — Бахтізін Р. Н.
- 1973–1983 — Байков А. М.
- 1983–1988 — Щепанський О. І.
- 1988–1999 — Баширов Радік Мінніханович
- 1999–2007 — Недорезков В. Д.
- 2007–2008 — Гімаєв Ільдар Раїсович
- 2008-нині — Габітов Ільдар Ісмагілович

## Випускники
- Соколов Михайло Анисимович — Герой Радянського Союзу
- Асаєв Р. Б., М. М. Галієв, Р. М. Діваєв, С. Н. Зайнагабдінов, Ф. І. Машкін, Ф. М. Павлов, Б. І. Петров — Герої Соціалістичної Праці
- Сарбаєв Раїль Саліхович — прем'єр-міністр Башкортостану
- Вахітов Шаміль Хуснуллович — замісник міністра сільського господарства Башкортостану, міністр сільського господарства Башкортостану (2007–2010), заступник прем'єр-міністра Башкортостану (2001-2010)
- Шаяхметов Ідел Амінович — міністр природокористування та екології Башкортостану (2008–2012)
- Набіуллін Р. Б. — міністр лісового господарства Башкортостану
- Сайфуллін Ф. А. — голова комітету з аграрних питань і природокористування курултаю Башкортостану
- Азнагулов В. Г. — керівник секретаріату курултаю Башкортостану
- Хадиєв Ілдар Римович — міністр природокористування та екології Башкортостану